# Universidad de Córcega
La Universidad de Córcega Pasquale-Paoli es una universidad pública francesa.
La Universidad de Córcega aloja más de cuatro mil estudiantes desde el curso 2005/2006. Su sede, la misma que durante su fundación, se sitúa en  Corte, la ciudad paolina de Pasquale Paoli. Fue abierta en 1765, durante la independencia de Córcega. Rousseau, Voltaire, Montesquieu la visitaron. En 1768 fue cerrada, con el inicio de la dominación francesa en Córcega. Después de muchas quejas y protestas,  abrió otra vez en 1981. Está dividida en tres campus.
El departamento de arte (LLASH lenguas, letras, artes y ciencias humanas) propone un diploma profesional de tres años de estudios de música tradicional corsa.
La Facultad de Ciencia y Técnica propone tres licenciaturas (master en francés) relacionadas con el medio ambiente y las energías renovables:
- GIL, Gestion Intégrée du Littoral
- IngEco, Ingénierie Ecologique (ingeniería ecológica)
- SEER, Systèmes Energétiques et Energies Renouvelables (sistemas energéticos y energía renovable)

## Campus
El Palacio Nacional, se sitúa en la Citadela, en el mismo lugar donde estaba durante su primera era. En este edificio se encuentran:
- el decano;
- el vicedecano;
- el secretaría general y de los servicios administrativos.

El Campus Camaran, del apellido del antiguo dueño del terreno, (él que lo vendió para que se construye el campus). Fue el primer Campus abierto en 1981. Este aloja:
- la facultad de Letras, Lengua, Arte y Ciencias Humanas
- la facultad de Derecho, Ciencias Sociales y Economía
- la biblioteca universitaria
- los servicios administrativos
- el CROUS
- la cafetería universitaria

El Campus Grossetti donde están situados: 
- la facultad de Ciencia y Técnica
- el Instituto Universitario de Tecnología
- el departamento sanitario